# Hạn hán miền Nam Việt Nam 2016
Hạn hán miền Nam Việt Nam 2016 là một đợt hạn hán nghiêm trọng diễn ra tại lưu vực Mekong đặc biệt là Đồng bằng sông Cửu Long đầu năm 2016. Đây là đợt hạn hán nghiêm trọng nhất trong 100 năm qua.

## Bối cảnh
Sông Mekong là con sông cung cấp nguồn nước chính của Đồng bằng sông Cửu Long. Đầu năm 2016, trong thời gian khu vực đang trải qua mùa khô, lượng nước con sông này đã giảm sút nghiêm trọng gây nên tình trạng thiếu nước, dẫn đến hiện tượng nước mặn thâm nhập ngược dòng lên khu vực.

## Diễn biến
Trong đợt hạn hán này, có rất nhiều tỉnh thành đã bị ảnh hưởng nghiêm trọng. 13 tỉnh tại Đồng bằng sông Cửu Long thành bị xâm nhập mặn. 10 tỉnh đã công bố thiên tai, trong đó nhiều tỉnh công bố cấp độ 2. Tại nhiều cửa sông, độ mặn tăng cao, lên mức hơn 30g/l. 20 triệu người dân sinh sống tại Đồng Bằng Sông Cửu Long đã chịu ảnh hưởng.
Theo ước tính của Bộ Nông nghiệp và Phát triển nông thôn Việt Nam, có khoảng 160.000 ha lúa bị thiệt hại, ước tính có khoảng 800.000 tấn lúa đã bị mất trắng. Các tỉnh bị thiệt hại nặng nhất trong đợt hạn hán này là Kiên Giang (hơn 54.000 ha), Cà Mau (gần 50.000 ha), Bến Tre gần (14.000 ha), Bạc Liêu gần (12.000 ha).
Lượng nước trên các ao hồ, công trình thủy lợi rơi vào tình trạng cạn kiệt và sẽ gây thiệt hại lớn cho ngành nông nghiệp ở Tây Nguyên. Đến cuối tháng 3, con số thiệt hại do hạn ở các tỉnh Tây Nguyên đều ở mức rất cao trên 100 tỷ đồng.
Viện Khoa học thủy lợi miền Nam cho biết hạn và xâm nhập mặn ở Đồng bằng sông Cửu Long (ĐBSCL) có thể kéo dài cho đến tháng sáu cho đến khi mùa mưa tới.

## Nguyên nhân
Theo phân tích của các chuyên gia, có hai nguyên nhân chính gây ra đợt hạn hán này. Nguyên nhân thứ nhất là ảnh hưởng của hiện tượng El Nino dẫn đến nắng hạn gay gắt và lượng mưa thấp hơn hẳn so với các năm. Nguyên nhân thứ hai là lượng nước đổ về đồng bằng sông Cửu Long từ sông Mê Kông bị giảm mạnh do hệ thống các đập thủy điện được nhiều quốc gia xây dựng trên dòng chính của con sông đóng vai trò nguồn cung cấp nước chủ yếu cho Đồng bằng sông Cửu Long. Các quốc gia thượng nguồn sông Mekong đã và đang xây dựng nhiều con đập ngăn sông này  cũng như tăng cường việc sử dụng nước, mở ra những vùng đất nông nghiệp có lượng tưới tiêu nhiều hơn, các cụm tuyến công nghiệp dọc theo hai bên bờ sông Mekong cũng tiêu thụ nước không ít... 
TS Dương Văn Ni, giảng viên Khoa Môi trường Đại học Cần Thơ nói trong một hội nghị về các đập thủy điện tổ chức tại Cần Thơ, 6 đập thủy điện xây trên lãnh thổ Trung Quốc đã giữ lại một lượng nước rất lớn ngăn nó không chảy xuống sông Mê Kông trong mùa khô. Cũng theo ông: 
| “ | "Nguy cơ thiếu nước cho đồng bằng sông Cửu Long đã được cảnh báo từ nhiều năm trước. Ngay nội bộ đồng bằng sông Cửu Long, chúng ta có hai vùng trữ lũ rất lớn là Đồng Tháp Mười và tứ giác Long Xuyên. Trong những năm gần đây do chạy theo sản lượng lúa, chúng ta đã đắp rất nhiều đê bao để ngăn không cho nước lũ tràn vào khu vực này, để tăng diện tích canh tác lúa vào mùa lũ lên. Cái đó làm cho lượng nước ngọt vào đồng bằng sông Cửu Long không giữ lại, do đó khi mùa hạn đến thì lượng nước tại chỗ của đồng bằng sông Cửu Long không còn để có thể đẩy bớt cái mặn ra. Một mặt khác thì các công trình thủy nông của đồng bằng sông Cửu Long trong những năm gần đây lại thiên về xu thế là làm sao đưa nước ra thật nhanh vào mùa mưa và ngăn chặn nước vào mùa lũ để tăng diện tích canh tác lên. Hệ thống đó góp phần tăng sản lượng lúa, nhưng mặt khác làm cho lượng nước dự trữ tự nhiên của đồng bằng sông Cửu Long mất đi rất là nhanh chóng... Và do đó khi thiếu nguồn cung cấp nước từ thượng nguồn, đồng bằng sông Cửu Long rớt vào tình trạng hạn nặng rất nghiêm trọng..." | ” |

Tuy nhiên trong các thảo luận về chia sẻ nguồn nước, thì cần nhận thấy rằng việc "giữ lại lượng mưa trên vùng lãnh thổ của mình, và không để đất bị xói mòn trôi xuống thành phù sa sông" là quyền chính đáng của các vùng đất thượng nguồn sông, và họ đáp ứng chia sẻ ở mức độ nào là vấn đề bàn thảo. Các vùng hạ nguồn có nghĩa vụ phải chuyển hướng thích hợp với tính hình đó, trong đó có việc giữ lại lượng nước mưa đã rơi trên lãnh thổ của mình để sử dụng.

## Hậu quả trực tiếp
- Toàn vùng Bến Tre đang (tháng 3 năm 2016) bị thiên tai gay gắt, gây thiệt hại nặng nhất trong 13 tỉnh Đồng bằng Sông Cửu Long (ĐBSCL). Nước máy nhiễm mặn vượt mức cho phép nhiều ngày qua nên người dân phải mua nước sông của các sà lan, ghe lớn mang về từ các tỉnh xung quanh với giá khoảng 200 nghìn đồng cho một khối nước sông (m3).[8]
- Thông tin từ Văn phòng Ban chỉ đạo Trung ương về phòng chống thiên tai cho biết, tính từ đầu năm đến ngày 15-4, đã có 377.362 hộ dân ở khu vực Nam Trung bộ, Tây Nguyên và Nam bộ bị ảnh hưởng bởi tình trạng hạn hán và xâm nhập mặn kéo dài. 240.200 ha lúa, 9.649 ha hoa màu, 85.650 ha cây ăn trái, 3.056 ha nuôi trồng thủy sản... bị thiệt hại, ước tính tổng thiệt hại lên đến 5.600 tỷ đồng. Hạn hán đã diễn ra trên phạm vi 70% diện tích canh tác tại Tây Nguyên và Nam Trung Bộ, các tỉnh bị hạn hán nghiêm trọng là Đắk Lắk, Gia Lai, Kon Tum, Ninh Thuận, Bình Thuận... Trong khi đó, tại ĐBSCL, thì đã có 11/13 tỉnh, thành phố bị ảnh hưởng do xâm nhập mặn, sản xuất nông nghiệp bị thiệt hại nặng nề, thiếu nước nghiêm trọng.[9][10]
- Chỉ riêng hai tỉnh Kiên Giang và Sóc Trăng đã có hơn 40.000 người bỏ quê đi làm ăn xa trong điều kiện túng quẫn.[11]

## Phản ứng các nước
Chính phủ Việt Nam đã gửi công hàm đề nghị Chính phủ Trung Quốc xả nước hồ chứa thủy điện ở thượng nguồn sông Mekong
Được biết Bộ Ngoại giao Trung Quốc cam kết "sẽ làm việc ngay với các cơ quan liên quan để sớm có phương án xả nước hồ chứa thủy điện trên thượng nguồn" để giúp Việt Nam, theo Dân Việt.. Chính phủ Trung Quốc đồng ý xả nước thượng nguồn sông Mekong từ 15 tháng 3 năm 2016 đến 10 tháng 4 năm 2016 Thông cáo của Bộ Ngoại giao, nói Bộ trưởng Bộ Năng lượng và Mỏ của Lào - ông Khammany Inthirath, cho hay từ ngày 23/3 tới cuối tháng 5/2016 Lào sẽ tiến hành xả nước từ các đập thủy điện với lưu lượng khoảng 1.136 m3/s.
Phó Giám đốc Viện Nghiên cứu Biến đổi Khí hậu Đại học Cần Thơ Lê Anh Tuấn cho rằng lượng nước nếu có được xả ra sẽ ít ỏi "chẳng cứu được bao nhiêu và không còn ý nghĩa nữa." 
Chính phủ Việt Nam đã có yêu cầu Chính phủ Thái Lan cung cấp thông tin cụ thể về việc giữ nước sông Mekong, ảnh hưởng đến lượng nước hạ nguồn. Chính phủ Thái Lan đã có trả lời trấn an chỉ là bơm cứu hạn quy mô nhỏ  Truyền  Singapore và Campuchia đã đưa tin Thái Lan đang hút một lượng nước lớn từ sông Mekong để dự trữ. Theo đó, Thái Lan đã bố trí 4 trạm bơm tạm thời để hút 47 triệu mét khối nước từ sông Mekong vào sông Huai Luang ở tỉnh Nong Khai, đồng thời huy động binh lính đào 4.300 giếng và 30 đập trữ nước mới. Somkiat Prajamwong, quan chức Bộ Thủy lợi Hoàng gia Thái Lan, cho hay một trạm bơm mới lớn hơn với công suất 150 mét khối mỗi giây sẽ tiếp tục được xây dựng để hút nước từ sông Mekong.
Cơ quan Phát triển Quốc tế Hoa Kỳ (USAID) ngày 8/4 công bố một khoản tài trợ cứu trợ thiên tai từ chính phủ Mỹ, giúp Việt Nam đối phó tình trạng hạn hán và xâm nhập mặn nghiêm trọng. Tổng Lãnh sự Mỹ tại thành phố Hồ Chí Minh, bà Rena Bitter, nói: "Với sự hỗ trợ từ Mỹ, Hội Chữ Thập Đỏ Việt Nam sẽ cung cấp nước uống và bình chứa nước cho những người bị ảnh hưởng nhiều nhất, đồng thời thực hiện các hoạt động tuyên truyền nâng cao nhận thức về vệ sinh." 

## Biện pháp đối phó trong tương lai
- Theo PGS.TS Lê Anh Tuấn (Phó viện trưởng Viện nghiên cứu biến đổi khí hậu Đại học Cần Thơ), "Ở một khía cạnh nào đó, xâm nhập mặn gia tăng có thể là cơ hội nào đó, thúc đẩy sự thay đổi và khuyến khích các chính sách hướng ra biển, xem phát triển kinh tế biển là một trong những động lực tăng trưởng bền vững cho vùng ĐBSCL." [19]
- Theo ông Trần Hữu Hiệp (ủy viên chuyên trách kinh tế Ban chỉ đạo Tây Nam bộ), cần lồng ghép hiệu quả hơn nữa giữa phát triển nông thôn với phát triển công nghiệp, dịch vụ và nghề nghiệp nhằm giải quyết việc làm nông thôn. Giải quyết lực lượng lao động nông thôn, trong đó trọng tâm là đào tạo nghề thực chất. Nâng cao vị thế nông dân và tạo cơ hội cho họ tham gia quá trình công nghiệp hóa và hiện đại hóa nông thôn.[11]